# Дукельский перевал
Дуке́льский перевал (Ду́клинский перевал, словац. Dukliansky priesmyk, пол. Przełęcz Dukielska; разг. Ду́кла, словацк., польск. Dukla) — перевал на польско-словацкой границе, 502 метра над уровнем моря в северной части Лаборецкой Врховины в Низких Бескидах. Через перевал проходит дорога Дукля-Свидник — одна из старейших торговых дорог из Польши в Венгрию.
3 (15) июня 1849 через Дукельский перевал прошла русская армия под командованием Паскевича, чтобы участвовать в подавлении революции в Венгрии.
В районе этого перевала в 1915 году был взят в австро-венгерский плен генерал Л. Г. Корнилов.
В сентябре-октябре 1944 года перевал в ходе Карпатско-Дуклинской операции (часть Восточно-Карпатской операции) штурмовала Красная Армия, которая шла на помощь Словацкому народному восстанию.
Перевал служил этнографической границей между русинскими этническими группами лемков и бойков (до депортации лемков в западную Польшу).
- Свидник, музей Дукельской операции.